# Kelli O'Hara
Kelli O'Hara, född 16 april 1976 i Elk City, Oklahoma, är en amerikansk skådespelare.
O'Hara har bland annat medverkat i TV-serierna Tretton skäl varför från 2018, The Accidental Wolf (2018-2022) och The Gilded Age från 2022.

## Filmografi (i urval)
- 2018 – Tretton skäl varför (TV-serie)
- 2018–2022 – The Accidental Wolf (TV-serie)
- 2022 – The Gilded Age (TV-serie)